# Enterocolită autistică
Enterocolită autistică este numele unei condiții medicale inexistente propusă de gastroenterologul britanic discreditat Andrew Wakefield, când a sugerat o legătură între o serie de simptome clinice comune și semne pe care el a susținut că sunt distinctive pentru autism. Existența unei astfel de enterocolite a fost respinsă de către experți. Raportul fraudulos al lui Wakefield a fost retras pentru că a folosit controale inadecvate și a suprimat constatările negative și mai multe încercări de a replica rezultatele sale nu au avut succes.
Recenzii din literatura de specialitate nu au găsit nici o legătură între vaccinul ROR și autism sau boli intestinale.